# Kanton La Rochelle-9
La Rochelle-9 is een voormalig kanton van het Franse departement Charente-Maritime. Het kanton maakte deel uit van het arrondissement La Rochelle. Het werd opgeheven bij decreet van 27 februari 2014, met uitwerking op 22 maart 2015.

## Gemeenten
Het kanton La Rochelle-9 omvatte de volgende gemeenten:
- L'Houmeau
- Lagord
- Nieul-sur-Mer
- La Rochelle (deels, hoofdplaats)